# 방대룡
방대룡(房大龍, 1938년 3월 12일 ~ 1983년 10월 11일)은 전 기업인이자, 기술자이다. 자택에서 음주 후 외출 도중 낙상하여 머리에 큰 부상을 입었고 하지만 한의원이나 약방에 가는 등 계속해서 치료가 늦어지자 상황은 심각해졌다. 병원에 가서 치료를 받았지만 이미 늦은 후 여서 더 이상의 치료는 불가능하였고, 병실에서 식물인간 상태로 지내고 있었고, 오랜 투병끝에 병실에서 향년 45세로 사망한다.

## 생애

### 출생
방근석의 장남으로 출생하였으며, 본래 대지주였던(전주의 땅을 소유함) 집안이 일제강점기 토지조사사업으로 가지고 있던 토지가 전부 몰수 되어 집안이 몰락하는 상황이 일어났다.

### 유년시절
일제강점기 정우면 성동정(주청됨)에서 출생. 일본령 조선 전주고등보통학교다니지만 공부의 흥미가 없어 자퇴했다.

### 혼인
15세에 당시 17세였던 이일순과 결혼

### 혼인 후
1950년 한국전쟁 당시 북한 공산정권에 의해 대략 9년 정도 공산당정권에 속해있었고, 해방이후 지리산에서 대한민국정권이 들어서면서
공산당으로 몰리고 국가보안법에 의해 징역을 약 9년 정도 살아야했다. 석방이후 사업을 시작하였다.

### 사후안치장
사후 시신은 화장하여 인천 가족공원 납골당에 안치되어있다.

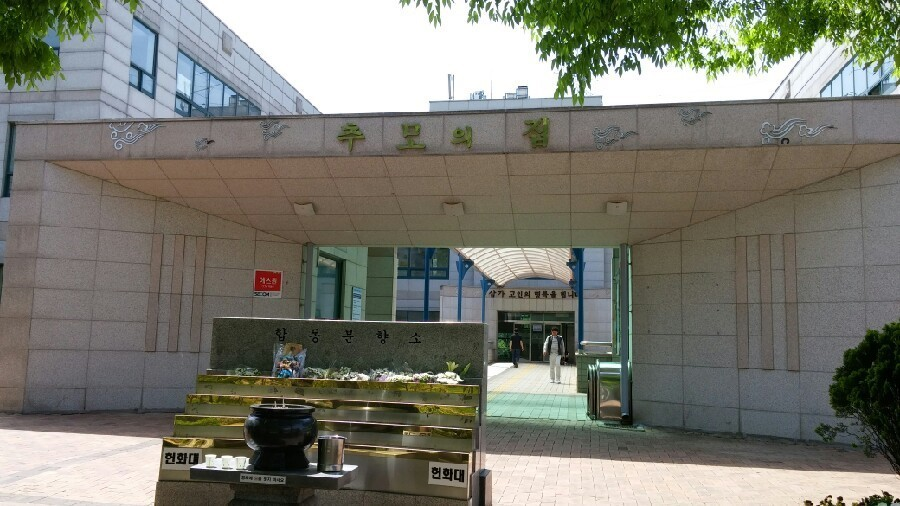
인천에 있는 가족공원 내에 있는 추모의집이다.

안치는 추모의집 지하에 안치됨.

## 학력
- 이전 학력 문서 소실됨
- 전주고등보통학교 자퇴
- 서울대학교 경영학 4학년 중퇴

## 가족
- 아버지 : 방근석 (생몰년 미상)
  - 동생 : 방대남 (1945년~ )
    - 조카 : 방정호(1978년~)

  - 배우자 : 이일순 (1928년 ~ 2008년)
    - 1녀 : 방정례 (1946년 ~)
    - 2녀 : 방정화 (1948년 ~)
    - 3녀 : 방정난 (1950년 ~)
    - 4녀 : 방정수 (1954년 ~)
    - 5녀 : 방정미 (1963년 ~)
    - 1남 : 방정식 (1966년 ~ )
      - 배우자 : 이정순 (1967년 ~ )
        - 장손녀 : 방유라(1990년 ~ )
          - 사위 : 이은섭

        - 손녀 : 방하민(1997년 ~ )
        - 손자 : 방태빈(2002년 ~ )

## 문제점
1959년 대법원에서 국적문제로 재판을 받은적있음

- 한국전쟁당시 거주지가 조선민주주의인민공화국으로 표기됨

현재 국적은 대한민국으로 변경됨.